# Tverečius
Tverečius (en polonais : Twerecz) est une ville de la municipalité du district d'Ignalina, dans apskritis d'Utena, dans l'est de la Lituanie. Selon le recensement de 2011, la ville compte 231 habitants.

## Histoire

### Grand-duché de Lituanie
Tverečius est mentionné pour la première fois le 21 juillet 1501. La même année, le 24 juillet, l'ordre des Augustins s'installe en ville.

### Entre-deux-guerres(1918-1939)

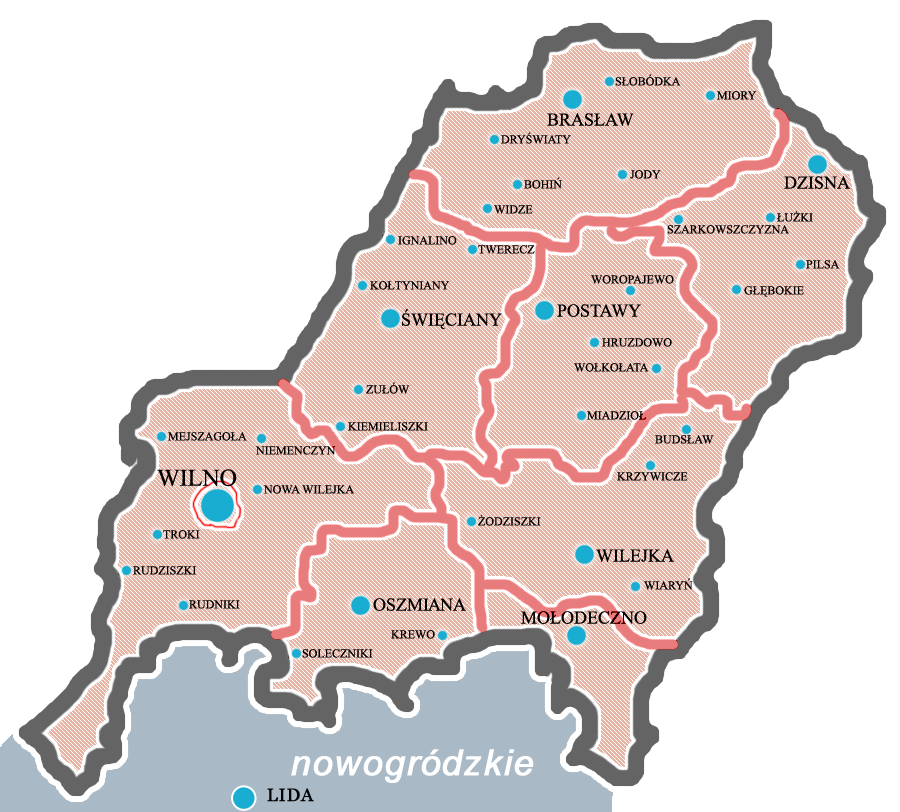
Carte montrant l'emplacement de Tverečius (en Twerecz) dans la voïvodie de Wilno lors de l'annexion à la Deuxième République polonaise.

Au lendemain de la Première Guerre mondiale, les pays nouvellement indépendants de Lituanie et de Pologne se retrouvent en conflit sur la région de Vilnius à travers deux conflits connus sous le nom de guerre polono-lituanienne et de la mutinerie de Żeligowski. Ces conflits aboutissent à la création de l'éphémère République de Lituanie centrale en 1920. Une élection contestée (en) en 1922 incorpore ce territoire dans la Deuxième République polonaise par annexion.
Comme Tverečius fait géographiquement partie de la région de Vilnius, puis incluse dans la République de Lituanie centrale, la ville devient territoire polonais en mars 1922 : Tverečius se retrouve incorporée sous le nom de Twerecz, faisant partie powiat de Święciany (lituanien : Švenčionys) dans la voïvodie de Wilno nouvellement créée (1926), la province la plus au nord-est alors en Pologne.

### Invasion soviétique de la Pologne
Dans le cadre de l'invasion soviétique de la Pologne, l'Armée rouge vainc les Polonais lors de la bataille de Wilno et le contrôle de la région de Vilnius a été fracturé : le voblast de Vileyka (en) est une unité territoriale de la République socialiste soviétique biélorusse créée à partir des powiats orientaux de la voïvodie de Wilno après l'annexion de la Biélorussie occidentale (alors partie de la Pologne) en novembre 1939. L'un de ces powiats orientaux est Święciany ; ainsi Tverečius se retrouve inclus dans le cadre de la RSS biélorusse, bien que brièvement. Lorsque l'Union soviétique envahit la Lituanie en 1940, Tverečius est transféré de la RSS de Biélorussie à la RSS de Lituanie nouvellement incorporée.

## Dialecte
La ville utilise le dialecte haut lituanien oriental.

## Personnalités notables
- Boleslovas Jonas Masiulis (1889-1965), ministre de la justice lituanien, juge.